# Rava (wieś)
Rava – wieś w Chorwacji, w żupanii zadarskiej, w mieście Zadar. W 2011 roku liczyła 117 mieszkańców.